# TE Connectivity
TE Connectivity è una società svizzero-statunitense di prodotti per l'elettronica. TE Connectivity occupa il 10% della forza lavoro in ricerca e sviluppo con 8.000 tecnici. È membro dell'Istituto europeo per le norme di telecomunicazione (ETSI).

## Storia
Nel 1941 viene creata la Aircraft and Marine Products (AMP) per la produzione di connettori elettrici senza uso di saldatura. Dopo la seconda guerra mondiale nel 1956 la società cambiò nome in AMP Incorporated. Nel 1999 la Tyco International acquisì la AMP Incorporated. Nel settembre 2002 il CEO Dennis Kozlowski e il CFO Mark H. Swartz furono inquisiti per frode, racket, manipolazione del mercato e altro per oltre 600 milioni di US$. Nel 2007 la Tyco separò le attività in Covidien Ltd (già Tyco Healthcare), Tyco Electronics Ltd, e Tyco International Ltd (già Tyco Fire & Security e Tyco Engineered Products & Services (TFS/TEPS)). Nel 2011 Tyco Electronics Ltd divenne TE Connectivity Ltd. Nel 2015 la TE Connectivity annuncia la cessione della divisione connettività alla CommScope Holding Co. per circa tre miliardi di dollari.